# Javier Ybarra y Bergé
Javier de Ybarra y Bergé (Bilbao, 2 de juliol de 1913 – Zeanuri, 18 de juny de 1977) fou un empresari i polític basc, alcalde franquista de Bilbao.

## Biografia

### Els inicis
Era fill de l'empresari Gabriel Ybarra de la Revilla, propietari del diari El Pueblo Vasco, líder del Partit Conservador a Biscaia i posteriorment dirigent de la CEDA al País Basc. Estudià batxillerat amb els Marianistes de Madrid; el 1929 inicià estudis de dret a la Universitat de Deusto i el 1934 es llicencià en dret a la Universitat de Salamanca. Durant els anys d'estudiant va militar al Partit Nacionalista Espanyol (PNE) del doctor Albiñana i després a Renovación Española. Durant els fets revolucionaris de 1934 al País Basc es presentà voluntari als militars per a col·la borar amb la repressió, però es limità a repartir diaris i conduir cotxes.
Fou un dels organitzadors del cop d'estat del 18 de juliol de 1936 a Bilbao, però en fracassar hagué d'amagar-se fins que fou detingut el 24 d'octubre de 1936 i tancat a la presó d'El Carmelo (Santutxu). Traslladat a Santander, el 21 de juny de 1937 aconseguí fugir a Trucios i es passà a les tropes franquistes, incorporant-se al Batalló de Muntanya “Flandes” adscrit a la IV Brigada Navarresa de Camilo Alonso Vega, alhora que es vinculava a la Falange. Lluità a Santander i Astúries, fou ascendit a tinent i el 10 d'agost de 1938 fou ferit al genoll dret a Serra de Pàndols durant la batalla de l'Ebre. El 1967 Franco li va imposar la Creu del Mèrit Militar.
El seu germà José María va morir al front d'Aragó el 1938, i el seu oncle Fernando fou afusellat com a tresorer dels revoltats al vaixell-presó “Cabo Quilates”. Un total de 43 membres de la família Ybarra de Bilbao i Sevilla van morir durant la guerra.

### Durant el franquisme
En acabar el conflicte es posà al capdavant de les empreses familiars (Altos Hornos de Vizcaya, Iberduero, Banco de Vizcaya, etc.) així com el diari El Correo Español-El Pueblo Vasco, vinculat a la Falange Española de las JONS. El 1951 succeí al seu pare com a president del Patronat de la Junta de Menors. A partir de 1960 es vinculà endemés als negocis immobiliaris amb la Constructora Estraunza i el 1969 el fou nomenat president de Babcock & Wilcox, un referent industrial important al marge esquerre.
En el terreny polític el 13 d'abril de 1939 formà part de la comissió gestora de la Diputació Foral de Biscaia i s'encarregà de moltes obres de beneficència. El 1942 fou nomenat tinent d'alcalde de l'ajuntament de Bilbao, càrrec que deixà el 1947 quan fou nomenat president de la Diputació. El 1952 fou destituït per haver demanat a Franco la restitució del concert econòmic a causa de les limitacions pressupostàries de la Diputació. El 1957 fou nomenat conseller nacional del Movimiento per Biscaia i procurador en Corts, càrrec que ocupà fins que fou nomenat alcalde de Bilbao el 1964. També fou durant molts anys president del Tribunal Tutelar de Menors.
Fou alcalde de Bilbao de 18 de novembre de 1963 a 7 de juliol de 1969, també i procurador en Corts en representació d'aquest municipi. Durant el seu mandat es preocupà per l'expansió urbanística del municipi degut al fort creixement demogràfic i la construcció d'habitatges, sobretot a Errekaldeberri, Otxarkoaga, Txurdinaga i Lorategi-hiri. També va millorar l'abastiment d'aigua i els accessos a la ciutat. Intentà inútilment fer del Txorierri una ciutat satèl·lit i el 1966 s'annexà els municipis de Derio, Zamudio, Sondika i Loiu, i va projectar una Junta de la Comarca de Bilbao per tal de coordinar els serveis comuns del Gran Bilbao.

### Transició democràtica i assassinat per ETA
Durant la transició va defensar des del seu diari el restabliment del concert econòmic per a Biscaia i Guipúscoa i es mostrà partidari de la monarquia i fins i tot de l'estatut d'autonomia del País Basc de 1979. El 20 de maig de 1977, en plena campanya per a les primeres eleccions democràtiques espanyoles i com a resposta per la repressió durant la setmana pro-amnistia de maig de 1977, fou segrestat per un comando berezi d'ETA pm, dirigit per Miguel Angel Apalategi i demanaren a la seva família un rescat de 1.000 milions de pessetes. Però les coses es precipitaren quan el 2 de juny de 1977 Apalategi fou detingut per gendarmes francesos a Hendaia i començaren a tramitar l'extradició. El 20 de juny de 1977 ETA pm comunicà a través de Ràdio Popular de Bilbao que Ybarra havia estat executat el 18 de juny. El dia 22 el seu cadàver fou trobat als contraforts del Massís del Gorbea. Segons una descripció del comandant de la guàrdia civil Guillermo Ostos: El cos, amb un tret al cap, estava ficat dins d'una bossa de plàstic enganxada a un clau, amb els braços lligats a l'esquena, els ulls embenats.
L'atemptat va rebre una condemna unànime tant pels nous diputats bascs elegits, com per Euskadiko Ezkerra i pel grup d'Alcaldes de Bergara dirigit per José Luis Elkoro Unamuno.

## Obres
- Mi diario de la Guerra de España 1936-1939. (1941)
- La casa de Salcedo de Aranguren (1944)
- José María de Murga. "El Moro Vizcaino" (1944)
- De California a Alaska. Historia de Descubrimiento. (1945)
- Politica Nacional en Vizcaya. De la Restauracion a la Republica. (1947)
- La Obra de Pedro de Garmendia (1950)
- La basílica de Santiago (1950)
- Gentes vascongadas (1951)
- Catálogo de monumentos de Vizcaya (1958)
- Escudos de Vizcaya (1967-1970)